# Athena (1954)
Athena é um filme de comédia musical romântico estadunidense de 1954 dirigido por Richard Thorpe e estrelado por Jane Powell, Edmund Purdom, Debbie Reynolds, Vic Damone, Louis Calhern, Steve Reeves e Evelyn Varden. Foi lançado pela Metro-Goldwyn-Mayer.

## Elenco
- Jane Powell como Athena Mulvain
- Edmund Purdom como Adam Calhorn Shaw
- Debbie Reynolds como Minerva Mulvain
- Vic Damone como Johnny Nyle
- Louis Calhern como Ulysses Mulvain
- Linda Christian como Beth Hallson
- Evelyn Varden como Salome Mulvain
- Ray Collins como Sr Tremaine
- Carl Benton Reid como Sr Griswalde
- Howard Wendell como Sr Grenville
- Virginia Gibson como Niobe
- Henry Nakamura como Roy
- Nancy Kilgas como Aphrodite
- Dolores Starr como Calliope
- Jane Fischer como Medea
- Cecile Rogers como Ceres
- Kathleen Freeman como Senhorita Seely
- Steve Reeves como Ed Perkins
- Richard Sabre como Bill Nichols

## Números musicais
O filme apresenta várias canções de Hugh Martin e Ralph Blane, incluindo:
- "Athena"
- "The Girl Next Door"
- "Vocalize"
- "Imagine"
- "Love can change the Stars"
- "Never felt better"
- "Venezia"
- "Chacun le sait"

## Bilheteria
De acordo com os registros da MGM, o filme arrecadou US$ 1.222.000 nos Estados Unidos e Canadá e US$ 658.000 mundialmente, resultando em uma perda de US$ 511.000.